# Dueodde
Dueodde är Bornholms sydligaste spets. Öns största dynfält gör udden med omgivningar mycket välbesökt turistmål. Det besöks främst för sin fina vita sand. Området var förr ett sandflyktsområde, men växtlighet har planterats för att förhindra detta. Området är idag naturskyddat. Närmaste större samhälle är Nexø, 8,7 km norr om Dueodde. 
På Dueodde ligger Dueodde fyr.

## Bildgalleri

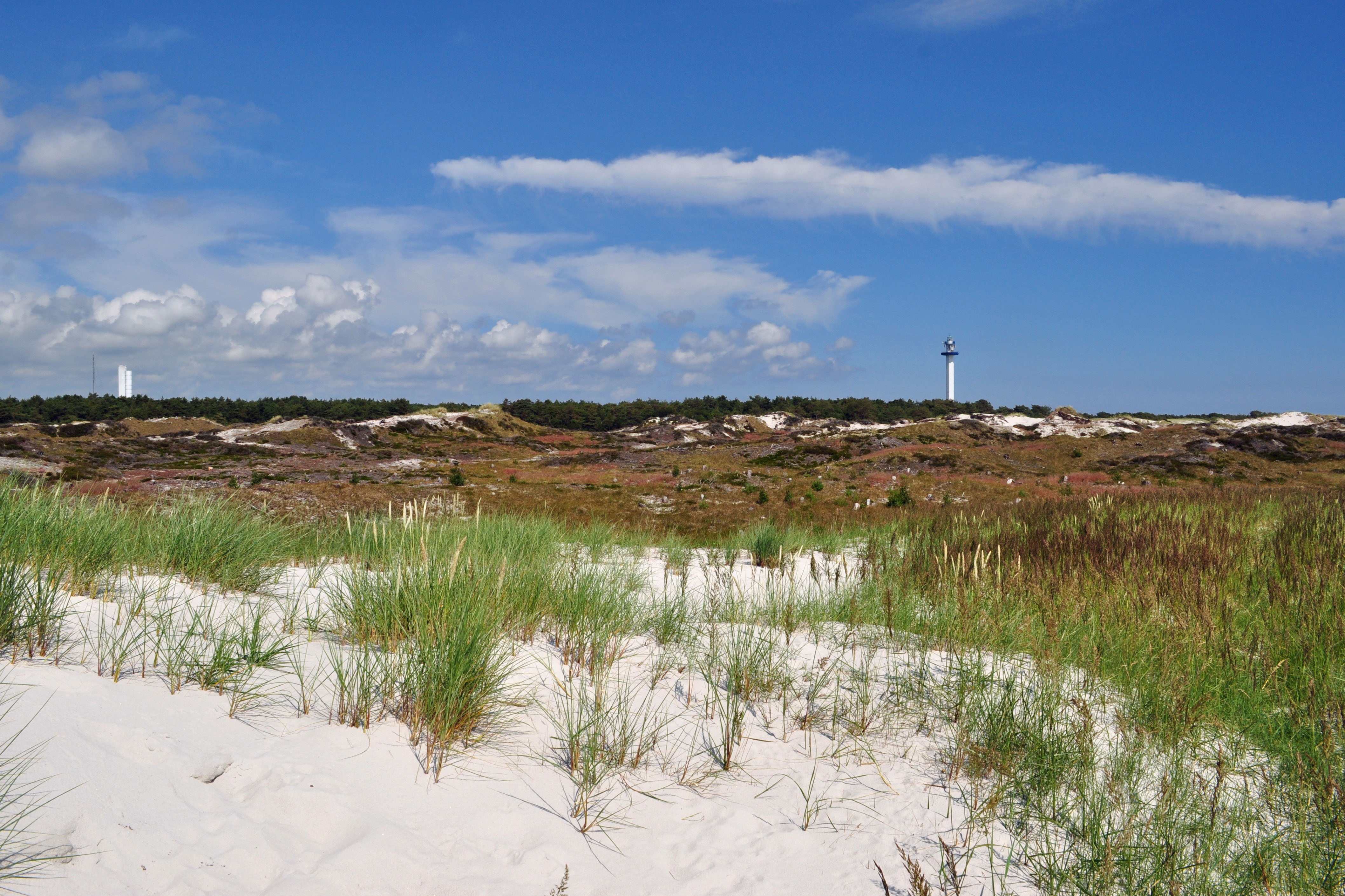
Dyner, med Dueodde fyr till höger
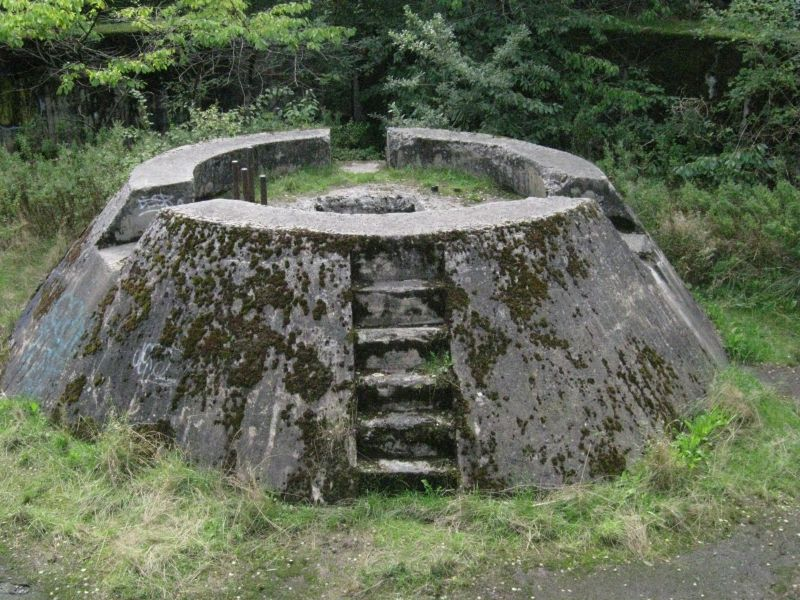
Återstod av ofärdig kanonbatteriplats